# イナトウヒレン
イナトウヒレン（伊那唐飛廉・伊那塔飛廉、学名：Saussurea inaensis）は、キク科トウヒレン属の多年草。

## 特徴
茎は直立し、細く、高さは40-120cmになる。茎に翼が無く、基部は紫色を帯び、上部は2-4回分枝する。根出葉は花時にも存在する。茎の下部につく葉や根出葉の葉身は革質で少し光沢があり、狭卵形でややほこ形になり、長さ7-10cm、幅1.5-3cm、先は鋭突頭、基部は浅い心形から円形、切形になり、縁には微凸な鋸歯があり、葉柄は長さ3-5cmになる。茎の中部以上につく葉の葉身は、線状披針形になり、基部に短い葉柄があるか無柄になる。
花期は8-9月。頭状花序は茎先または枝先に2-6個が散房状にまばらにつき、頭花の径は10-15mmになる。総苞は長さ11mm、径5-7mmになる狭筒形で、くも毛がある。総苞片は8列あり、圧着し、縁は紫褐色になり、総苞外片は卵形で長さ2mm、先端はごく短い尾状になる。頭花は筒状花のみからなり、花冠の長さは10-11mm、色は淡紫紅色になる。果実は長さ3mmになる痩果になる。冠毛は2輪生で、落ちやすい外輪は長さ2-3mm、花後にも残る内輪は長さ8mmになる。

## 分布と生育環境
日本固有種。本州長野県の伊那市および下伊那郡大鹿村に特産し、超塩基性岩地である蛇紋岩地の夏緑林の林縁や林間の草地に生育する。

## 名前の由来
和名イナトウヒレンは、「伊那唐飛廉」「伊那塔飛廉」の意で、タイプ標本の採集地が長野県下伊那郡大鹿村であることに由来する。植物学者北村四郎 (1940) による命名である。
種小名（種形容語）inaensis は、「伊那の」の意味。

## 種の保全状況評価
- 絶滅危惧II類 (VU)（環境省レッドリスト）

都道府県のレッドデータ、レッドリストの選定状況は次の通り。長野県-絶滅危惧IB類（EN）。

## ギャラリー

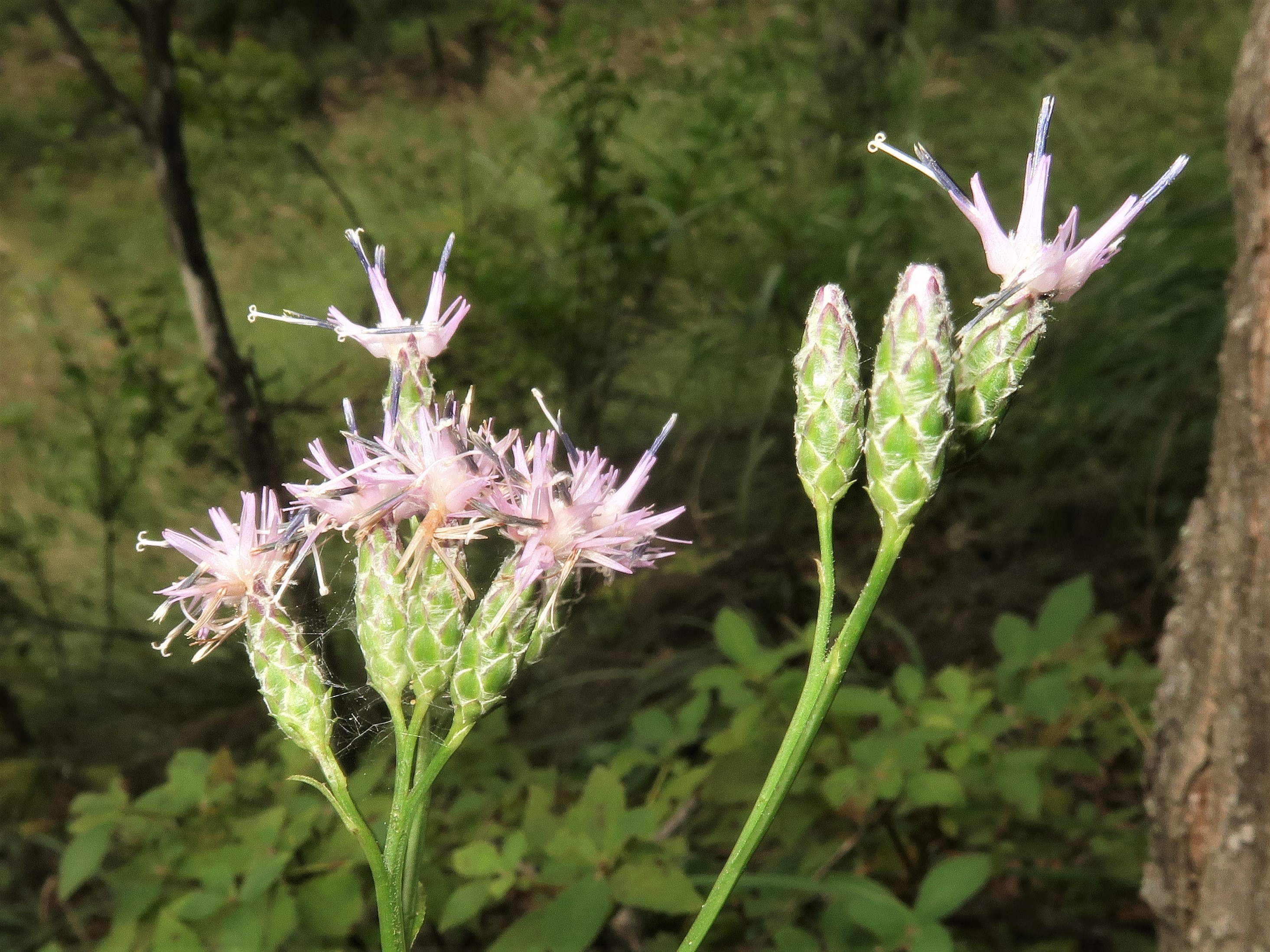
総苞は狭筒形で、くも毛がある。総苞片は8列あり、圧着し、縁は紫褐色になり、総苞外片は卵形で、先端はごく短い尾状になる。
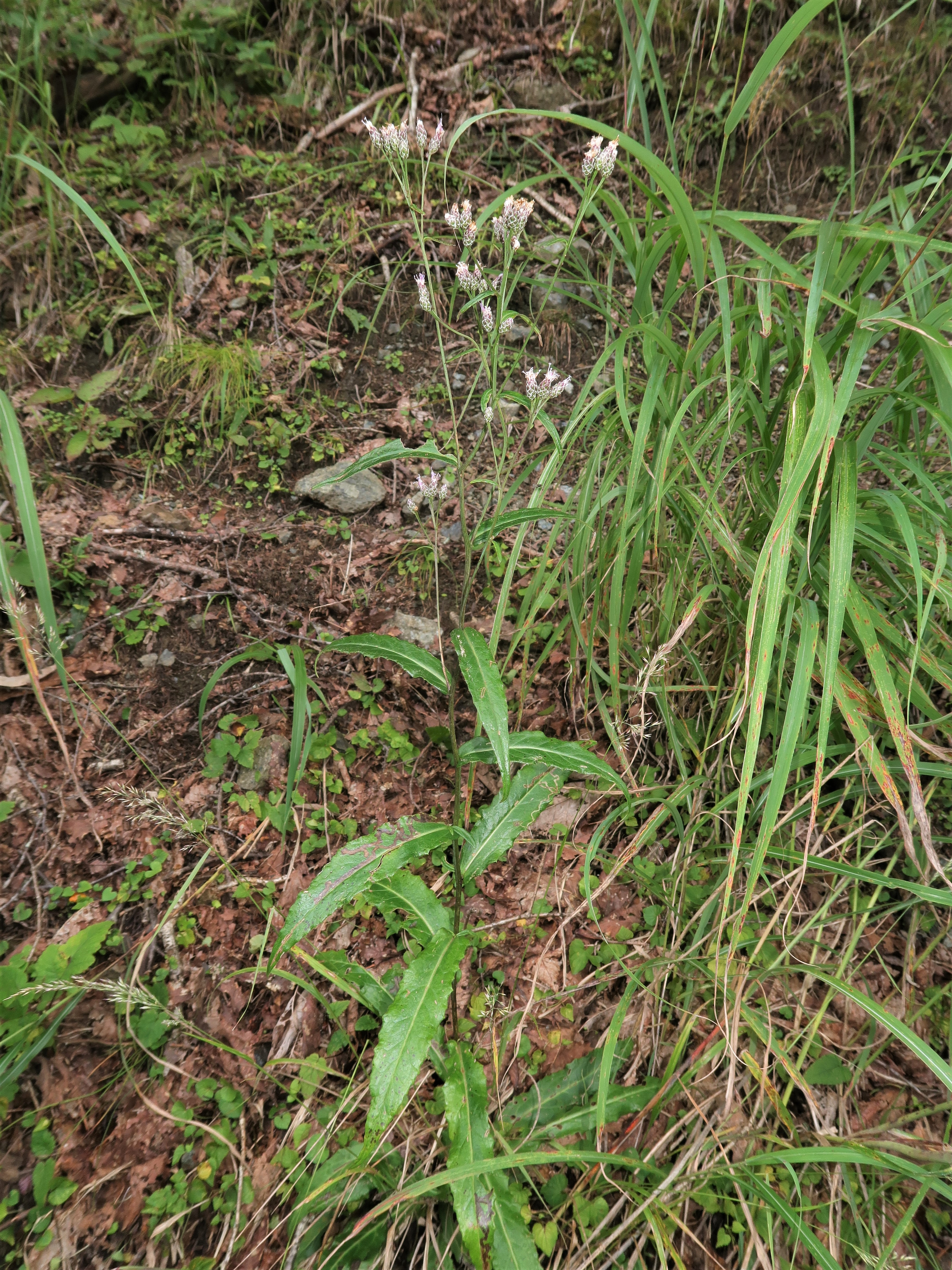
茎は直立し、細く、基部は紫色を帯び、上部は2-4回分枝する。根出葉は花時にも存在する。
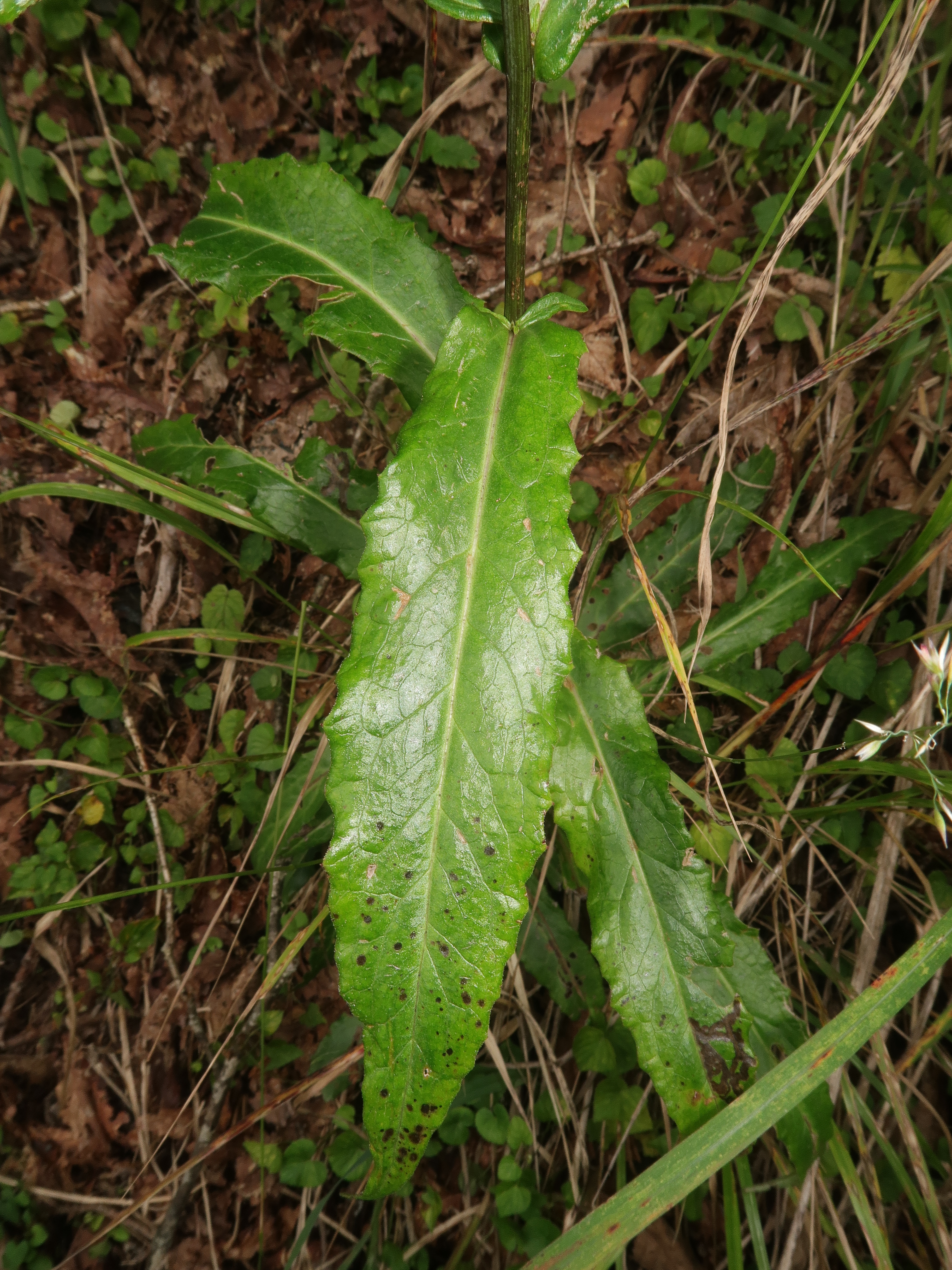
茎の中部につく葉の表面。革質で少し光沢があり、縁には微凸な鋸歯がある。
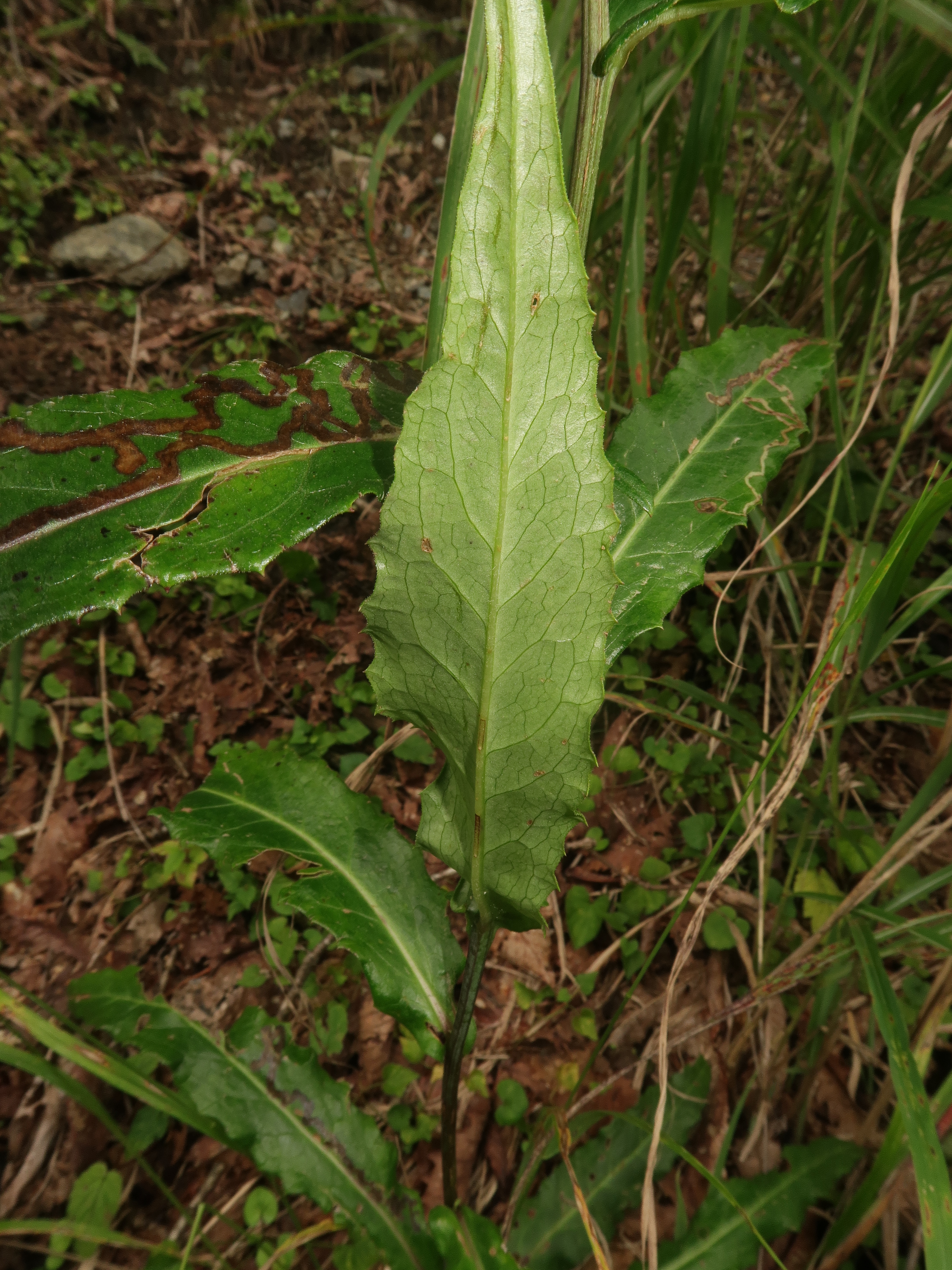
葉の裏面。

## 超塩基性岩地のトウヒレン属
日本に分布するトウヒレン属のうち、イナトウヒレンのように、超塩基性岩地に生育する種は数種ある。北から、ウリュウトウヒレン Saussurea uryuensis は、北海道上川地方、宗谷地方に分布し、岩がちの草地や岩壁に生育する。2013年にヒダカトウヒレン S. kudoana を基本種とする変種から独立した種とされた。カムイトウヒレン S. kenjihorieana は、北海道上川地方の幌内山地に分布し、夏緑林林内の草地に生育する2015年新種記載の種。ユウバリトウヒレン S. yubarimontanaは、北海道夕張岳山麓などの岩地に生育する2013年新種記載の種。ヒダカトウヒレン S. kudoanaは、北海道日高地方のアポイ岳とその周辺に分布し、岩がちの草地や岩壁に生育する。ワカサトウヒレン S. wakasugianaは、福井県大島半島の特産で、海岸の波打ち際近い草地に生育する2004年新種記載の種。ネコヤマヒゴタイ S. modesta は、広島県北東部の猫山などの中国地方に分布し、山地の乾いた草原に生育する。トサトウヒレン S. yoshinagaeは、四国の徳島県、愛媛県、高知県に分布し、山地の草地、土手、田畑の畔などに生育する。キリシマヒゴタイ S. scaposeは、高知県と九州の山地の草原や夏緑林の林下に生育する。